# امپراتوری هوس
امپراتوری هوس (انگلیسی: Empire of Passion) فیلمی به کارگردانی ناگیسا اوشیما محصول ژاپن و فرانسه است که در سال ۱۹۷۸ منتشر شد. از بازیگران آن می‌توان به تاکاهیرو تامورا، تاتسویا فوجی و تایجی تونویاما اشاره کرد. این فیلم در سال ۲۰۰۰ با نام در قلمرو هوس و به‌صورت دی‌وی‌دی منتشر شد. علت آن جدا کردن این فیلم از فیلم دیگر این کارگردان به‌نام در قلمرو احساسات بوده‌است.
فیلم نماینده ژاپن در بخش بهترین فیلم خارجی‌زبان اسکار پنجاه‌ویکم بود اما نامزدی‌اش پذیرفته نشد. فیلم در سی‌ویکمین دوره جشنواره فیلم کن شرکت کرد و برنده جایزه بهترین کارگردانی شد.

## داستان فیلم
این فیلم، بر اساس داستان زندگی سادا آبه و رابطه او با معشوق خود در ۱۹۳۶، ساخته شده‌است. آبه در پی بیماری همسرش و نیاز به درمان، روی به کار تنفروشی می‌آورد. اما در حقیقت او به اختلال روانی و تعدد رابطه مبتلاست. ارباب «کیجی سان» عاشق آبه می‌شود و با او ازدواج می‌کند. آبه حتی بعد از ازدواج هم به شغلش ادامه می‌دهد. ارتباط زیاد و در ملاء عام این دو بقدری زیاد است، که الباقی گیشاها هم معترض شده و محل کارشان را ترک می‌کنند. حتی مشتریان آبه هم او را تنها می‌گذارند. آبه از ارباب درخواست می‌کند با کسی دیگر، رابطه برقرار نکند. ارباب در پی تعدد رابطه روز به روز ضعیف تر می‌شود و آبه برای تداوم رابطه و برانگیختگی کیجی سان از روش اختناق یا خفگی ساختگی استفاده می‌کند. ولی بالاخره روزی، آبه که دچار بیماری روحی است، به ارباب شک می‌کند و هنگام برقراری ارتباط، ارباب را خفه و او را اخته می‌کند.